# 斧手異額瓷蟹
斧手異額瓷蟹（学名：Novorostrum securiger）为瓷蟹科異額瓷蟹屬下的一个种。